# FK Žemčužyna Oděsa
Futbolnyj klub Žemčužyna Oděsa (ukrajinsky: Футбольний клуб «Жемчужина» Одеса) je ukrajinský fotbalový klub sídlící v přístavním městě Oděsa. Klub byl založen v roce 2013.
Své domácí zápasy odehrává na stadionu Spartak s kapacitou 4 800 diváků.

## Umístění v jednotlivých sezonách
Zdroj: 
Legenda: Z - zápasy, V - výhry, R - remízy, P - porážky, VG - vstřelené góly, OG - obdržené góly, +/- - rozdíl skóre, B - body, červené podbarvení - sestup, zelené podbarvení - postup, fialové podbarvení - reorganizace, změna skupiny či soutěže
| Ukrajina (2015 – ) |               |        |    |   |   |   |    |    |     |    |        |
| Sezóny             | Liga          | Úroveň | Z  | V | R | P | VG | OG | +/- | B  | Pozice |
| 2015               | AAFU – sk. IV | 4      | 6  | 2 | 3 | 1 | 5  | 4  | +1  | 9  | 2.     |
| 2016               | AAFU – sk. IV | 4      | 6  | 4 | 1 | 1 | 12 | 8  | +4  | 13 | 2.     |
| 2016/17            | Druha liha    | 3      | 34 |   |   |   |    |    |     |    |        |